# فرگشت سازنده خنثی
فرگشت سازنده خنثی (به انگلیسی: Constructive neutral evolution)، نظریه‌ای است که به دنبال توضیح این است که چگونه سیستم‌های پیچیده می‌توانند از طریق انتقال‌های خنثی تکامل یابند و از طریق تثبیت تصادفی (رانش ژنتیکی) در یک جمعیت پخش شوند. تکامل سازنده خنثی رقیبی برای تبیین‌های سازگارانه برای پدیدار شدن صفات پیچیده و فرضیه‌هایی است که بیان می‌کنند یک ویژگی پیچیده به عنوان پاسخی به یک رشد زیان‌بار در یک جاندار زنده پدیدار شده‌است. تکامل خنثی سازنده اغلب سبب پیچیدگی برگشت‌ناپذیر یا «غیرقابل اصلاح» می‌شود و سیستم‌هایی را تولید می‌کند که به جای اینکه به خوبی برای انجام یک کار سازگاری داده شوند، پیچیدگی بیش از اندازه‌ای را نشان می‌دهند که با عبارت‌هایی مانند «بوروکراسی فراری» یا حتی «دستگاه روب گلدبرگ» توصیف شده‌است.